# Нижнесоленый (Родионово-Несветайский район)
Нижнесоленый — хутор в Родионово-Несветайском районе Ростовской области.
Входит в состав Болдыревского сельского поселения.

## География
на хуторе имеются две улицы — Зелёная и Степная.

## Население
| 2010 |
| ---- |
| 26   |